# Неда (река)
Не́да (греч. Νέδα) — река в Греции, на Пелопоннесе. Исток у одноимённой деревни на горе Керавсии (Κεραύσιος), части Ликеона. Протекает на границе Месинии и Элиды, общин Трифилии и Захаро. Впадает в залив Кипарисиакос Ионического моря. Длина реки 32 километра.
Названа по имени нимфы Неды, воспитавшей Зевса. По преданию создана Реей после рождения Зевса, чтобы омыть младенца.
В деревне Фигалии находится водопад высотой 50 метров. У реки находился древний город Фигалия, древний город Лепрей и храм Аполлона в Бассах.
Ниже деревни Платании находится каменный мост периода турецкого владычества.
Устье реки находится близ деревень Элеи и Яницохориона, где реку пересекает национальная дорога 9, часть европейского маршрута E55.
Была известна как Буци (Μπούζης).